# Park Church (Grand Rapids)
Park Church es una iglesia histórica en 10 E. Park Place, NE en la ciudad de Grand Rapids, en el estado de Míchigan (Estados Unidos). Se agregó al Registro Nacional de Lugares Históricos en 1982.

## Historia
La congregación que finalmente se convirtió en Park Church se organizó en 1836 como una congregación presbiteriana con veintidós miembros. En 1839, la iglesia se reorganizó como la Primera Iglesia Congregacional de Grand Rapids. En 1840, la congregación compró un edificio de iglesia construido originalmente en 1837 para la parroquia católica local, pero que la parroquia no había podido pagar. Para 1867, la congregación había superado este edificio y lo vendieron como preparación para construir una nueva iglesia. Seleccionaron a A. Barrows de Adrian, de quien casi nada se sabe, como arquitecto. La tierra se inició en 1868 y la iglesia se completó en 1869 a un costo de 75 000 dólares.
En 1915 se añadió un salón de becas a la iglesia, y Ralph Adams Cram restauró el santuario en 1930.

## Descripción
La Iglesia del Parque es una estructura gótica de ladrillo blanco y amarillo que consta de tres secciones: la iglesia original construida entre 1868 y 1869, el Fellowship Hall de 1915 y una adición de 1950 que envuelve el frente y los lados del santuario. La iglesia de 1869 es una estructura de ladrillo con adornos de piedra que mide 40 por 21 m. Tiene cubierta de asfalto, en sustitución de la original de pizarra. En uno de sus ángulos se ubica una torre atirantada rematada por una espadaña octogonal. El campanario tiene persianas, aberturas puntiagudas y está rematado por parapetos con paneles, que reemplazan la aguja y los pináculos originales. La fachada original de la iglesia contenía un portal gótico flanqueado por entradas secundarias, pero estas han sido cubiertas por la adición. El salón de becas de 1915 es una estructura rectangular de dos pisos y medio con un techo a cuatro aguas y una pequeña torre en la esquina. La adición del nártex de 1950 fue diseñada para armonizar lo más posible con la estructura histórica. Es una estructura envolvente de un solo piso que rodea el frente y los lados de la iglesia de 1869.
El santuario también contiene catorce vidrieras de Tiffany Studios, que se instalaron entre 1904 y 1938.